# Mark 84

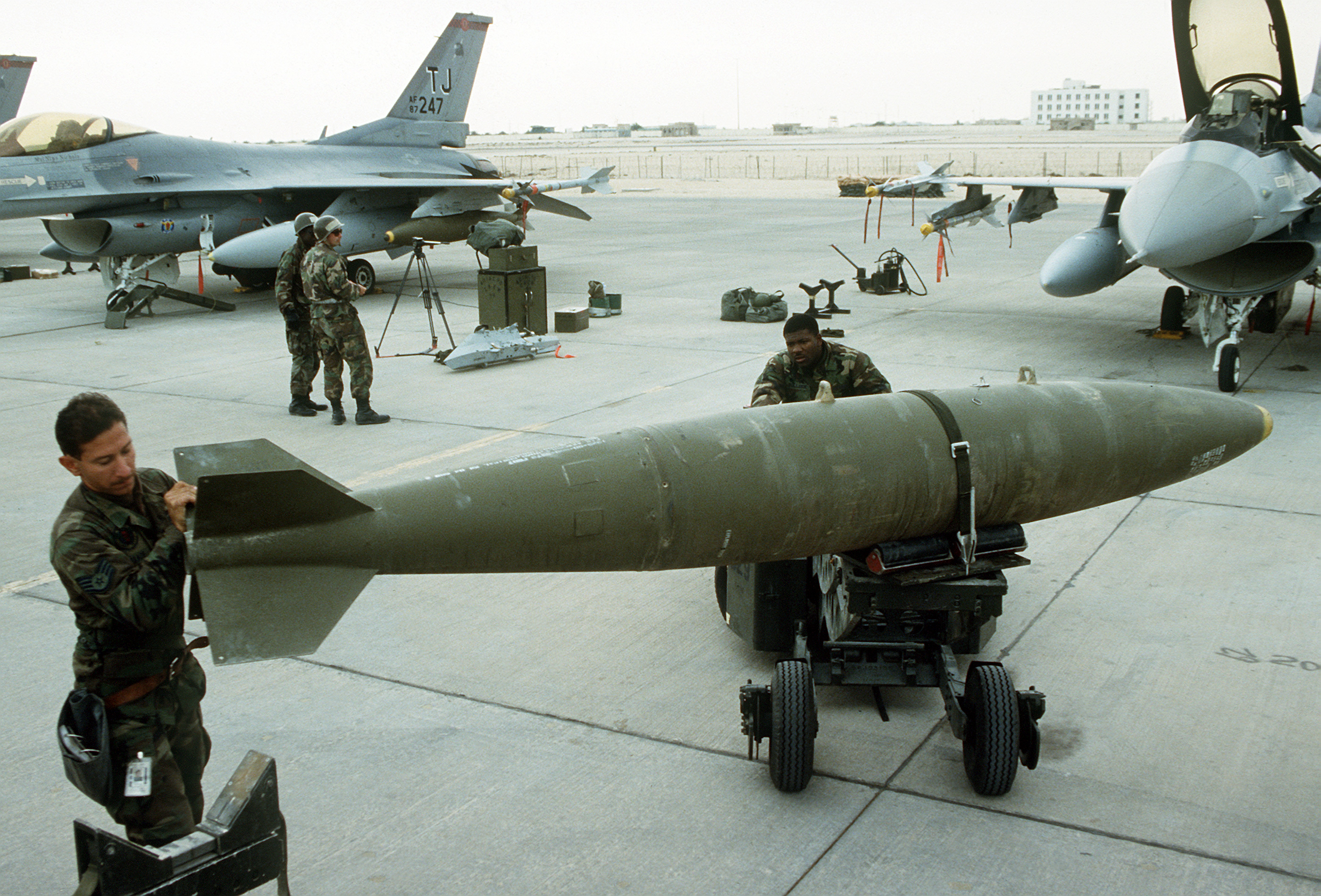
Mark 84

Mark 84 je americká víceúčelová bomba o nominální hmotnosti 908 kilogramů (2 000 lb). Celková hmotnost se může lišit v závislosti na použité roznětce a stabilizačních ploch. Jedná se o největší bombu z řady Mark 80. Poprvé byla použita během války ve Vietnamu, kde pro svou účinnost získala přezdívku „kladivo.“ Bomba je dlouhá 3 280 mm a její průměr je 458 mm. Bomby Mark 84 byly nejspíše použité v roce 1981 během operace Opera izraelského letectva, při které byl vybombardován a zničen irácký jaderný reaktor Osirak.
Byly také nasazeny ve válce v Zálivu na počátku 90. let 20. století.
Pro bomby Mark 84 existuje konverzní sada Joint Direct Attack Munition (JDAM), která z „hloupé bomby“ dělá přesnou leteckou pumu.
Podle amerického senátora Marka Kellyho byla bomba tohoto typu použita při útoku na velitelství Hizballáhu, při kterém byl 27. září 2024 v Libanonu zabit Hasan Nasralláh.